# جولی ال‌ال‌بی
جولی ال‌ال‌بی (به هندی: Jolly LLB) یا جوانی وکیل مدافع فیلمی محصول سال ۲۰۱۳ و به کارگردانی سوبهاش کاپور است. در این فیلم بازیگرانی همچون آرشاد وارسی، بومان ایرانی، آمریتا رایو، سراب شوکلا، هارش چاهایا و موهان آگاشه ایفای نقش کرده‌اند. دنباله این فیلم جولی ال‌ال‌بی ۲ می‌باشد که در سال ۲۰۱۷ اکران شد.